# Palazzo De Maio
Der Palazzo De Maio ist ein Palast aus dem 15. Jahrhundert im Viertel Porto in Neapel in der italienischen Region Kampanien. Er liegt in der Via Mezzocannone.
In dem Renaissancepalast ist heute ein Kino untergebracht. Die Fassade wurde bei der Erweiterung der Straße erneuert, aber die ursprüngliche Architektur ist noch im Innenhof sichtbar, wo man die Reste einer Balustrade und einige originale Fenster sehen kann. Allerdings zerstörte der Einbau des Kinos das originale Aussehen des Baukörpers.
Es gibt einen Seiteneingang im Vico San Geronimo.